# Thất cung
Thất cung chỉ các vị Hậu cung là sinh mẫu của Quốc vương nhà Triều Tiên. Trong lịch sử, có 7 vị hậu cung là sinh mẫu Quốc vương và được ban cung hiệu, nên được gọi là "Thất cung". Nhà Triều Tiên vốn coi trọng thứ bậc đích - thứ, nên các phi tần dù là sinh mẫu của Quốc vương cũng không được phong làm Vương đại phi hay truy phong Vương hậu sau khi qua đời (không giống như nhà Minh hay nhà Thanh, thường truy phong phi tần sinh mẫu của Hoàng đế làm Hoàng hậu), mà chỉ được gọi là "cung", một số vẫn duy trì phong hiệu cũ.

## Trữ Khánh Cung
저경궁 (Jeo-gyeong gung, tiếng Trung: 儲慶宮)

Phi tần thời vua Triều Tiên Tuyên Tổ, mẹ của Triều Tiên Nguyên Tông, tổ mẫu của Triều Tiên Nhân Tổ, sinh thời là Kính Huệ Nhân tần họ Kim (Kim In-bin)

## Đại Tần Cung
대빈궁 (Dae-bin gung, tiếng Trung: 大嬪宮)

Phi tần thời vua Triều Tiên Túc Tông, mẹ của Triều Tiên Cảnh Tông, sinh thời là Hy tần họ Trương (Jang Hui-bin)

## Dục Tường Cung
육상궁 (Yuk-sang gung, tiếng Trung: 毓祥宮)

Phi tần thời vua Triều Tiên Túc Tông, mẹ của Triều Tiên Anh Tổ, sinh thời là Hòa Kính Thục tần họ Thôi (Choi Suk-bin)

## Diên Hỗ Cung
연호궁 (Yeon-ho gung, tiếng Trung: 延祜宮)

Phi tần thời vua Triều Tiên Anh Tổ, mẹ của Triều Tiên Chân Tông (Hiếu Chương Thế tử), sinh thời là Ôn Hi Tĩnh tần họ Lý (Lee Jeong-bin)

## Tuyên Hi Cung
선희궁 (Seon-hui gung, tiếng Trung: 宣禧宮)

Phi tần thời vua Triều Tiên Anh Tổ, mẹ của Triều Tiên Trang Tổ (Trang Hiến Thế tử), sinh thời là Chiêu Dụ Ánh tần họ Lý (Lee Yeong-bin)

## Cảnh Hựu Cung
경우궁 (Gyeong-woo gung, tiếng Trung: 景祐宮)

Phi tần thời vua Triều Tiên Chính Tổ, mẹ của Triều Tiên Thuần Tổ, sinh thời là Hiển Mục Tuy tần họ Phác (Park Su-bin)

## Đức An Cung
덕안궁 (Deok-an gung, tiếng Trung: 德安宮)

Phi tần thời vua Triều Tiên Cao Tông, mẹ của Triều Tiên Anh Thân Vương, sinh thời là Thuần Hiến Hoàng quý phi họ Nghiêm (Sun-heon hwang-gwi-bi Uhm-sshi)